# Oenopia kirbyi
Oenopia kirbyi is een keversoort uit de familie lieveheersbeestjes (Coccinellidae). De wetenschappelijke naam van de soort is voor het eerst geldig gepubliceerd in 1850 door Mulsant. Het lieveheersbeestje is 4-4,5 mm groot en komt voor in India en Thailand.